# Illustris

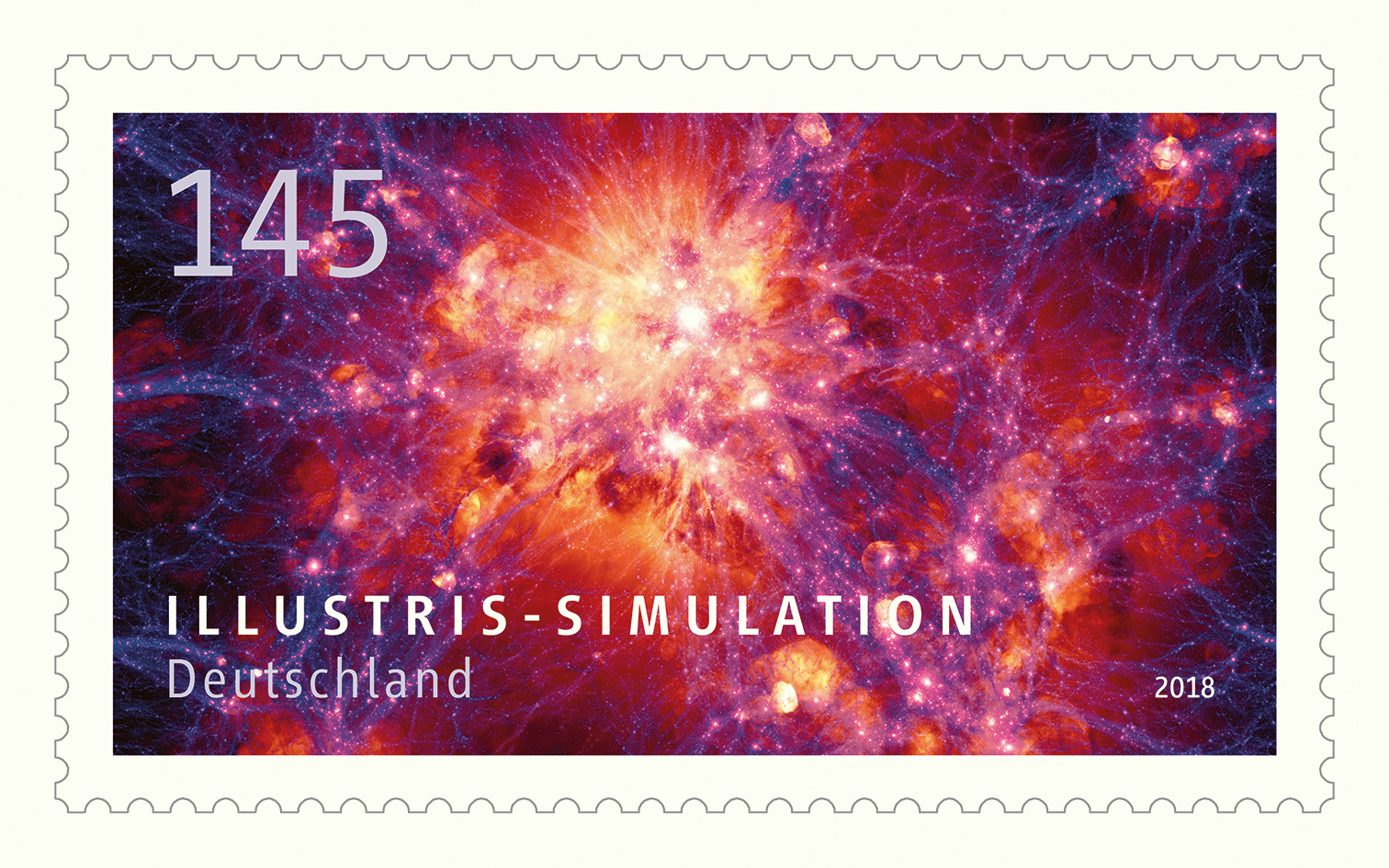
Timbre de la Deutsche Post en hommage au projet de simulation Illustris.

Illustris est un projet de simulation numérique astrophysique géré par une équipe internationale de chercheurs. L'objectif est d'étudier les processus de formation des galaxies et de l'évolution de l'univers avec un modèle physique complet.

## Description du projet
Le modèle d'Illustris présente un morceau de l'univers sous la forme d'un cube dont chaque côté mesure 350 millions d'années-lumière. Il contient 41 416 galaxies, chacune très détaillée. Le modèle contient 12 milliards d'éléments visuels, à partir desquels des images peuvent être générées pour être comparées aux données réelles de l'univers.
L'objectif de la simulation est de rejouer toutes les évolutions de l'univers depuis 13.8 milliards d'années.
Elle étudie l'attraction gravitationnelle de la matière, les mouvements des gaz cosmiques et la formation des étoiles et des trous noirs.
Ce projet est le successeur de la simulation Millennium, réalisée en 2005 par des chercheurs européens, qui s'était limitée à modéliser l'évolution de la matière noire.
La simulation a été réalisée en plusieurs fois, sur des superordinateurs en France (le Curie du CEA), en Allemagne (le SuperMUC du centre informatique Leibniz) et aux États-Unis (le cluster Odyssey et CFA d'Harvard, et les Ranger et Stampede du TACC). Il a fallu cinq années de développement dont trois mois de calcul intensifs pour modéliser cette parcelle d'univers. Un ordinateur personnel mettrait plus de 2 000 ans à effectuer ce type de calcul.
Les chercheurs mobilisés sont issus de MIT (Mark Vogelsberger, Paul Torrey), de Harvard (Shy Genel, Dylan Nelson, Lars Hernquist), du HITS (Volker Springel, Danda Xu), de Cambridge (Debora Sijacki), du STCI (Greg Snyder), de l'IAS (Simeon Bird).
Un article présentant les conclusions des travaux intitulé Properties of galaxies reproduced by a hydrodynamic simulation a été publié dans la revue scientifique Nature en mai 2014.